# Jiadi (sockenhuvudort i Kina, Zhejiang Sheng, lat 27,72, long 119,52)
Jiadi (kinesiska: 家地乡) är en sockenhuvudort i Kina. Den ligger i provinsen Zhejiang, i den östra delen av landet, omkring 290 kilometer söder om provinshuvudstaden Hangzhou. Antalet invånare är 831. Befolkningen består av 356 kvinnor och 475 män. Barn under 15 år utgör 6,0 %, vuxna 15-64 år 70 %, och äldre över 65 år 22,0 %.
Runt Jiadi är det ganska tätbefolkat, med 179 invånare per kvadratkilometer. Närmaste större samhälle är Kengdi, 14,5 km söder om Jiadi. I omgivningarna runt Jiadi växer i huvudsak blandskog.
Genomsnittlig årsnederbörd är 2 328 millimeter. Den regnigaste månaden är juni, med i genomsnitt 383 mm nederbörd, och den torraste är januari, med 67 mm nederbörd.